# Oratorio di San Marco (Rossano)
L'oratorio di San Marco è un edificio religioso cristiano risalente al IX-X secolo che sorge a Rossano nel comune di Corigliano-Rossano in provincia di Cosenza.

## Storia
Originariamente dedicato a sant'Anastasia, fu costruito su iniziativa di Euprassio protospatario della Calabria. Destinato inizialmente ad uso monastico femminile, fu affidato successivamente a San Nilo che, trovandolo in stato di abbandono, si adoperò a restaurarlo, dandogli l'attuale connotazione. Con San Nilo la chiesa visse una nuova vita fungendo in luogo in cui svolgere beatamente l'ascesi. Durante l'Ottocento venne utilizzata come cimitero per i colerosi, con numerose le fosse scavate per contenere i cadaveri.

## Descrizione
La chiesa sorge su uno sperone tufaceo all'estremità sud-est del centro di Rossano. Si tratta di un edificio in stile bizantino, uno dei massimi esempi presenti in Calabria e spesso associato, data la stretta affinità stilistica, alla cattolica di Stilo. L'edificio, di forma quadrata e pianta a croce greca, è caratterizzato da cinque cupole cilindriche con monofore laterali, tre absidi con bifore frontali e l'altare "bema". La chiesa conserva inoltre tracce di un antico affresco della Madonna Odigitria, scoperto durante i restauri fra il 1926 e il 1931.